# Mała Wilszanka (obwód kirowohradzki)
Mała Wilszanka (ukr. Мала Вільшанка) – wieś na Ukrainie, w obwodzie kirowohradzkim, w rejonie hołowaniwskim, w hromadzie Wilszanka. W 2001 liczyła 403 mieszkańców, wśród których 317 wskazało jako ojczysty język ukraiński, 4 rosyjski, 27 mołdawski, 28 bułgarski, 4 białoruski, 6 ormiański, a 17 inny.